# Pepleuca albipennis
Pepleuca albipennis är en insektsart som först beskrevs av Frederick Arthur Godfrey Muir 1915.  Pepleuca albipennis ingår i släktet Pepleuca och familjen Derbidae. Inga underarter finns listade i Catalogue of Life.